# Mill en Sint Hubert
Mill en Sint Hubert (phát âmⓘ) là một đô thị ở phía nam Hà Lan.

## Các trung tâm dân cư
- Langenboom
- Mill
- Sint Hubert
- Wilbertoord